# Lijst van voetbalinterlands Amerikaanse Maagdeneilanden - Saint Kitts en Nevis
Deze lijst van voetbalinterlands is een overzicht van alle officiële voetbalwedstrijden tussen de nationale teams van de Amerikaanse Maagdeneilanden en Saint Kitts en Nevis. De landen speelden tot op heden twee keer tegen elkaar. De eerste ontmoeting was een kwalificatiewedstrijd voor het Wereldkampioenschap voetbal 2006 op 18 februari 2004 in Charlotte Amalie. Het laatste duel, de returnwedstrijd in dezelfde kwalificatiereeks, vond plaats op 31 maart 2004  in Basseterre.

## Wedstrijden
| № | Plaats           | Datum            | Competitie           | Wedstrijd                        | Uitslag |
| - | ---------------- | ---------------- | -------------------- | -------------------------------- | ------- |
| 1 | Charlotte Amalie | 18 februari 2004 | WK 2006 kwalificatie | Am. Maagdeneil. − St. Kitts-Nev. | 0 − 4   |
| 2 | Basseterre       | 31 maart 2004    | WK 2006 kwalificatie | St. Kitts-Nev. − Am. Maagdeneil. | 7 − 0   |

## Samenvatting
| Competitie      | Totaal gespeeld | Winst Am. Maagdeneil. | Gelijk | Winst St. Kitts-Nev. | Doelsaldo Am. Maagdeneil. – St. Kitts-Nev. |
| --------------- | --------------- | --------------------- | ------ | -------------------- | ------------------------------------------ |
| WK-kwalificatie | 2               | 0                     | 0      | 2                    | 0 − 11                                     |
| Totaal          | 2               | 0                     | 0      | 2                    | 0 − 11                                     |

Wedstrijden bepaald door strafschoppen worden, in lijn met de FIFA, als een gelijkspel gerekend.